# Small Faces (альбом, 1967)
| Оценки критиков | Оценки критиков |
| Источник        | Оценка          |
| --------------- | --------------- |
| Allmusic        | [ 1 ]           |
| Allmusic        | [ 2 ]           |

Small Faces — второй студийный альбом британской ритм-н-блюзовой группы Small Faces, выпущенный в июне 1967 года на лейбле Immediate Records и занявший 12 место в UK Album Chart. Это был первый LP группы, записанный для лейбла Immediate. Примечателен тот факт, что дебютный альбом группы, выпущенный в 1966 году на лейбле Decca также назывался Small Faces.

## Об альбоме
К моменту выхода альбома лейблом Decca был выпущен сборник From the Beginning. На лейбле Immediate делами Small Faces начал заниматься Эндрю Луг Олдэм. Во вступлении песни «All Our Yesterdays» можно услышать речь Стива Марриотта в стиле кокни: «And now for your delight ah, the darling of Wapping Wharf launderette, Ronald ah 'Leafy' Lane!!!» (рус. И теперь для вашего удовольствия любимчик прачечной Wapping Wharf, Рональд 'Leafy' Лейн). Немного позже альбом Small Faces был выпущен в США под названием There are But Four Small Faces лейблом Columbia Records distribution.
В 1992 году Пол Уэллер, будучи поклонником Small Faces, включил этот альбом в свой «Top Ten of All-Time» (рус. Десятка всех времён). В период между 1981 и 1982 годами песня 'Get Yourself Together' была перепета группой The Jam. Донован (тогдашний друг the Small Faces) записал песню Hurdy Gurdy Man (1968), сославшись в ней на песню 'Green Circles'.

## Список композиций
Все песни написаны Марриоттом/Лейном, кроме особо отмеченных.
Ведущий вокал во всех песнях, кроме особо указанных, исполнил Стив Марриотт.

### Британская версия:Small Faces
Сторона 1
1. «(Tell Me) Have You Ever Seen Me» — 2:16
2. «Something I Want to Tell You» — 2:10 (ведущий вокал исполняет Ронни Лейн)
3. «Feeling Lonely» — 1:35
4. «Happy Boys Happy» — 1:36 (Инструментал)
5. «Things Are Going to Get Better» — 2:39
6. «My Way of Giving» — 1:59
7. «Green Circles» (Marriott/Lane/Michael O’Sullivan) — 2:46 (ведущий вокал исполняет Ронни Лейн)

Сторона 2
1. «Become Like You» — 1:58
2. «Get Yourself Together» — 2:16
3. «All Our Yesterdays» — 1:53 (ведущий вокал исполняет Ронни Лейн)
4. «Talk to You» — 2:09
5. «Show Me the Way» — 2:08 (ведущий вокал исполняет Ронни Лейн)
6. «Up the Wooden Hills to Bedfordshire» (McLagan) — 2:05 (ведущий вокал исполняет Ян МакЛэган)
7. «Eddie’s Dreaming» (Marriott/Lane/McLagan) — 2:54 (ведущий вокал исполняет Ронни Лэйн)

### Американская версия:There Are But Four Small Faces
1. «Itchycoo Park[англ.]» — 2:50
2. «Talk To You» — 2:08
3. «Up the Wooden Hills»¤ (McLagan) — 2:04
4. «My Way of Giving» — 1:58
5. «I’m Only Dreaming» — 2:25
6. «I Feel Much Better» (Marriott/Lane/McLagan) — 3:57
7. «Tin Soldier[англ.]» — 3:23
8. «Get Yourself Together» — 2:15
9. «Show Me the Way» — 2:08
10. «Here Come The Nice[англ.]» — 3:03
11. «Green Circles» — 2:51
12. «(Tell Me) Have You Ever Seen Me» — 2:14

¤ На американском издании отсутствует часть предложения 'to Bedfordshire'.

### Укомплектованная версия:Small Faces
В 1997 году лейбл Castle Communications выпустил комбинированный вариант из двух альбомных версий на одном CD, сохранив оригинальный трек-лист британской версии и добавив под конец компакт-диска пять песен, вошедших в американское издание диска.
1. «(Tell Me) Have You Ever Seen Me»
2. «Something I Want to Tell You»
3. «Feeling Lonely»
4. «Happy Boys Happy»
5. «Things Are Going to Get Better»
6. «My Way of Giving»
7. «Green Circles» (Marriott/Lane/O’Sullivan)
8. «Become Like You»
9. «Get Yourself Together»
10. «All Our Yesterdays»
11. «Talk to You»
12. «Show Me the Way»
13. «Up the Wooden Hills to Bedfordshire» (McLagan)
14. «Eddie’s Dreaming» (Marriott/Lane/McLagan)
15. «Here Come the Nice»
16. «Itchycoo Park»
17. «I’m Only Dreaming»
18. «Tin Soldier»
19. «I Feel Much Better» (Marriott/Lane/McLagan)

## Участники записи
The Small Faces
- Стив Марриотт — ведущий вокал, гитара
- Ронни Лейн — ведущий вокал, бас-гитара
- Кенни Джонс — ударные
- Иэн Маклэган — клавишные, бэк-вокал, ведущий вокал (в треке «Up the Wooden Hills to Bedfordshire»)

Дополнительный персонал
- П. П. Арнольд[англ.] — бэк-вокал (в треке «Tin Soldier»)